# Micah Potter
Micah Potter, né le 6 avril 1998 à Mentor dans l'Ohio, est un joueur américain de basket-ball. Il évolue aux postes d'ailier fort et pivot.

## Biographie

### Carrière universitaire
Entre 2016 et 2018, il évolue pour les Buckeyes d'Ohio State.
Entre 2019 et 2021, il joue pour les Badgers du Wisconsin.

### Carrière professionnelle

#### Jazz de l'Utah (depuis 2022)
En octobre 2022, bien que non drafté l'année précédente, il signe un contrat two-way en faveur du Jazz de l'Utah.

## Palmarès et distinctions individuelles
- NBA G League All-Rookie Team (2022)

## Statistiques

### Universitaires
| Saison    | Équipe     | Matchs   | Titul.   | Min./m   | % Tir    | % 3pts   | % LF     | Rbds/m.  | Pass/m.  | Int/m.   | Ctr/m.   | Pts/m.   |
| --------- | ---------- | -------- | -------- | -------- | -------- | -------- | -------- | -------- | -------- | -------- | -------- | -------- |
| 2016-2017 | Ohio State | 30       | 12       | 14.1     | .434     | .333     | .600     | 3.1      | .3       | .3       | .4       | 4.1      |
| 2017-2018 | Ohio State | 29       | 4        | 10.1     | .489     | .300     | .800     | 2.4      | .3       | .2       | .4       | 4.1      |
| 2018-2019 | Wisconsin  | Redshirt | Redshirt | Redshirt | Redshirt | Redshirt | Redshirt | Redshirt | Redshirt | Redshirt | Redshirt | Redshirt |
| 2019-2020 | Wisconsin  | 21       | 3        | 17.5     | .528     | .451     | .860     | 6.2      | .4       | .4       | 1.0      | 10.1     |
| 2020-2021 | Wisconsin  | 31       | 20       | 22.2     | .504     | .386     | .840     | 5.9      | 1.4      | .5       | .7       | 12.5     |
| Carrière  | Carrière   | 111      | 39       | 15.9     | .496     | .381     | .794     | 4.3      | .6       | .3       | .6       | 7.6      |

## Records sur une rencontre en NBA
Les records personnels de Micah Potter en NBA sont les suivants, :
| Type de statistique        | Saison régulière | Saison régulière            | Saison régulière |
| Type de statistique        | Record           | Adversaire                  | Date             |
| -------------------------- | ---------------- | --------------------------- | ---------------- |
| Points                     | 13               | @ Warriors de Golden State  | 28 janvier 2025  |
| Paniers marqués            | 5                | @ Warriors de Golden State  | 28 janvier 2025  |
| Paniers tentés             | 8                | @ Warriors de Golden State  | 7 avril 2024     |
| Paniers à 3 points réussis | 3                | 3 fois                      | 3 fois           |
| Paniers à 3 points tentés  | 6                | 3 fois                      | 3 fois           |
| Lancers francs réussis     | 2                | 4 fois                      | 4 fois           |
| Lancers francs tentés      | 2                | 5 fois                      | 5 fois           |
| Rebonds offensifs          | 8                | Nuggets de Denver           | 27 novembre 2024 |
| Rebonds défensifs          | 9                | @ Trail Blazers de Portland | 6 décembre 2024  |
| Rebonds totaux             | 16               | Nuggets de Denver           | 27 novembre 2024 |
| Passes décisives           | 3                | 3 fois                      | 3 fois           |
| Interceptions              | 2                | @ Clippers de Los Angeles   | 5 avril 2024     |
| Contres                    | 2                | 3 fois                      | 3 fois           |
| Balles perdues             | 3                | Nuggets de Denver           | 27 novembre 2024 |
| Minutes jouées             | 32               | Nuggets de Denver           | 27 novembre 2024 |

- Double-double : 1
- Triple-double : 0

Dernière mise à jour : 29 janvier 2025